# Tage Severinsen
Tage Severinsen (22. september 1902 – 5. februar 1951) var en dansk præst og modstandsmand.
Severinsen var præst i Finderup og blev involveret i modstandsarbejdet i Dansk Samling, da kreditforeningsmanden Helmer Wøldike spurgte, om han ville opbevare våben. Men præsten blev opdaget og arresteret 13. januar 1944 og blev idømt dødsstraf, som 12. juni 1944 ændredes til livsvarigt tugthus, hvorfor han blev sendt til afsoning i KZ-lejr i Tyskland. Han kom hjem ved befrielsen i maj 1945, men opholdet i koncentrationslejren havde ødelagt hans helbred, og Tage Severinsen døde i 1951.